# Sigrid Arnoldson
Sigrid Arnoldson-Fischhof, född 20 mars 1861 i Hedvig Eleonora församling i Stockholm, död där 7 februari 1943, var en svensk operasångare (sopran) och sångpedagog.
Arnoldsons röst var inte särskilt stor, men bärkraftig, välklingande och särdeles välskolad. Särskild berömmelse vann hon genom sin belcantosång och sin koloratur. Hon hade även en stor dramatisk förmåga, som speciellt kom till uttryck där hon fick utveckla ett skälmskt behag och ett graciöst spel.

## Biografi
Arnoldson var dotter till operasångaren Oscar Arnoldson och Fredrika Dag samt syster till Lotten Arnoldson och Nils Arnoldson. Hon var elev hos Fritz Arlberg och Désirée Artôt och debuterade som Rosina i Barberaren i Sevilla i Prag 1885. Till rollerna hörde Amina i Sömngångerskan, Violetta i La traviata och många av huvudrollerna i de samtida franska stora operorna. Hon sjöng på operascener i London, Tyskland, Italien, Spanien, Nederländerna och USA samt gästspelade 1891 i Stockholm och därefter ett flertal gånger. Störst var hon kanske i Sankt Petersburg, Moskva och Paris.
Hon sjöng in på både fonograf och grammofon. En del av det har förts över till moderna medier.
Arnoldson erhöll Medaljen Litteris et Artibus 1891, utnämndes till kunglig sachsisk kammarsångerska 1909 och svensk hovsångerska 1911. Hon invaldes som ledamot nr. 624 av Kungliga Musikaliska Akademien. Hon drog sig tillbaka från scenen 1922, varefter hon undervisade sång i Wien under mer än 25 år. Hon flyttade 1938 till Stockholm, där hon fortsatte att undervisa fram till sin död.
Arnoldson mottog Litteris et Artibus i briljanter 1897. Från 1888 var hon gift med impressarion Alfred Fischhof, bördig från Wien och som avled 1925.

## Operaroller
- Mignon
- Rosina i Barberaren i Sevilla
- Violetta i La traviata
- Lakmé
- Cherubin i Figaros bröllop
- Dinorah av Giacomo Meyerbeer
- Carmen

## Diskografi
- Opera legends early singers in Swedish opera, volume 1: rare acoustic recordings from 1906–1925. Anagram CD01-3338. 2000. – Innehåll: 13. Habanera ur Carmen/Bizet; 14. Bolero ur I vespri siciliani/Verdi; 15. Voi che sapete ur Figaros bröllop/Mozart; 16. Ah! fors' è lui ur La traviata/Verdi; 17. Addio del passato ur La traviata/Verdi; 18. Leise, leise ur Friskytten/Weber; 19. Voyons Manon ur Manon/Massenet; 20. Batti batti ur Don Giovanni/Mozart; 21. Wiegenlied/Rios; 22. Echolied/anonym, K. Eckert.
- Swedish opera singers in New York. Blebell LP C87-0377. 1986. – Innehåll: Barberaren i Sevilla: nr 7. Akt 1, Una voce poco fa.
- Wagner in Stockholm: recordings 1899–1970. Bluebell CD02-2698–2701. 2002. – Innehåll: 3. Einsam in trüben Tagen. (Ur Lohengrin).